# 40-es évek
Évszázadok: i. e. 1. század · 1. század · 2. század
Évtizedek: i. e. 1-es évek · 1-es évek · 10-es évek · 20-as évek · 30-as évek · 40-es évek · 50-es évek · 60-as évek · 70-es évek · 80-as évek · 90-es évek
Évek: 40 · 41 · 42 · 43 · 44 · 45 · 46 · 47 · 48 · 49

## Események
- Pál apostol első missziós útja, keresztény térítések.

## Híres személyek
- Claudius római császár (41-54)
- Pál apostol keresztény tanító